# Эй, хорошо выглядишь
«Эй, хорошо выглядишь» (англ. «Hey Good Lookin'») — американский полнометражный мультфильм для взрослых Ральфа Бакши 1982 года.
Работа над мультфильмом началась ещё в середине 70-х годов. Первоначально он планировался как художественный фильм, в котором живые актёры будут совмещены с анимационными персонажами. Однако из-за различных трудностей был переделан в полностью рисованный мультипликационный фильм.

## Сюжет
Бруклин, начало 1980-х. Женщина средних лет встречает на тёмной безлюдной улице таинственного мужчину. Он приветствует её и показывает ей остатки чёрной кожаной куртки. При виде этого обрывка старой одежды женщина принимается рыдать, а мужчина рассказывает свою историю…
Бруклин, начало 1950-х. Винни Джензиана — лидер уличной итальянской банды под названием «Стомперы». Он со своим другом Психом Шапиро приходит на баскетбольную площадку, где проводят время с девушками люди из его банды. На площадке Винни встречает Роззи Фетершнайд, девушку с его улицы. В последний раз Винни видел её уже очень давно, и тогда она была ещё совсем ребёнком. Теперь же Роззи превратилась в шикарную красотку. Винни влюбляется в неё, но на баскетбольную площадку приходит её отец, который силой забирает дочь домой. На следующий день Винни пытается подкараулить Роззи у её дома, но та так и не выходит. Оказывается, что отец приковывает её к кровати цепью. Ночь этого дня Винни и Псих проводят в компании проституток, а позже укладываются спать на пляже Кони-Айленда под пирсом.
Утром двое друзей обнаруживают, что неподалёку от них отдыхают сицилийские гангстеры со своими жёнами. Винни натыкается на мёртвое тело в песке и невольно вскрикивает. Этим он привлекает нежелательное внимание. Гангстеры хватают Психа и принимаются его избивать, а Винни удаётся сбежать. Однако он случайно забегает на ту часть пляжа, на которой отдыхают чернокожие из банды под названием «Капелланы». Их лидер Бугалу вызывает на бой «стенка на стенку» банду Винни. Опечаленный Винни бредёт дальше по пляжу и натыкается на Роззи и её подругу Еву, склонную к обжорству. Весь день Винни проводит на пляже с девушками. Вечером под пирсом он находит Психа, сидящего рядом с горой трупов гангстеров, которые утром напали на них. Оказалось, что у Психа было огнестрельное оружие. Псих объявляет Винни, что теперь после такого они точно станут знаменитыми. Друзья отправляются на вечеринку, на которой проводят время остальные члены их банды. Там Винни делает объявление, что вскоре им придётся драться с чернокожими. Банда принимает это заявление без энтузиазма. Все отправляются в центр города на рок-н-ролльное шоу. На городских улицах один из членов банды Винни встречает Бугалу. Тот сталкивает машину члена вражеской банды с дороги. Это происшествие убеждает «Стомперов» в необходимости драки с «Капелланами».
После шоу поздно ночью Винни, Псих, Роззи и Ева отправляются в кафе, чтобы перекусить. Вскоре они замечают машину, в которой, как им кажется, находится Бугалу. Псих садится за руль и начинает преследование. В конце концов, оказывается, что в машине были всего лишь два рядовых члена «Капелланов». Тем не менее, Псих достаёт пистолет и убивает обоих. Подобное поведение вызывает у Винни шок. Он принимает решение срочно покинуть город. Остальные же остаются в городе и, исходя из этих обстоятельств, Псих начинает считать лидером банды себя. Роззи же, удручённая трусливым поведением Винни, становится девушкой Психа и уединяется с ним на складе причала. Тем временем детектив Солли, отец Психа, навещает Бугалу, пытаясь выведать у него, кто мог убить тех двоих его людей. Бугалу отвечает, что это, очевидно, сделали «Стомперы». Солли приезжает на причал и принимается избивать своего сына, пока тот не заговаривает. Псих лжёт отцу, сообщая, что тех людей убил Винни.
В это время Винни собирает свои вещи и покидает квартиру. На улице он внезапно встречает всю свою банду, которая ждёт «Капелланов», чтобы драться. Через некоторое время появляется и банда чернокожих. Драка не начинается, поскольку на место боя прибывает детектив Солли, чтобы арестовать Винни. Псих, который находится на крыше, начинает беспорядочную стрельбу. Люди внизу не понимают, кто стреляет, и начинают стрелять друг в друга. Когда чёрным удаётся подстрелить одного белого и проливается первая кровь, они отступают и покидают место боя. Детектив Солли стреляет в Винни, когда видит, что тот тоже собирается сбежать. Роззи рыдает, думая, что Винни мёртв. Психа же накрывают галлюцинации, и он падает с крыши на своего отца. Они оба погибают…
Бруклин начала 80-х. Таинственным мужчиной оказывается Винни, а женщиной — Роззи. Она говорит, что любила его, и негодует, что он тогда сбежал. Роззи плачет и обнимает Винни.

## Роли озвучивали
- Ричард Романус — Винни Джензиана
- Дэвид Провэл — Псих Шапиро
- Тина Боумен — Роззи Фетершнайд
- Джесси Уэллс — Ева
- Филип Майкл Томас — Бугалу
- Фрэнк ДеКова — постаревший Винни Джензиана
- Анджело Грисанти — Солли
- Кэнди Кандидо — Сэл

## Производство
После мультфильма «Чернокожие» (1975) Ральф Бакши хотел сделать что-то новое и необычное в художественном плане. Он задумал создать фильм, в котором будут совмещены действия живых актёров и анимационных персонажей. В прессе было объявлено, что это будет первый полнометражный фильм подобного рода. Компания Warner Bros. заинтересовалась проектом и заключила контракт на его распространение. В прошлом компания уже отказывала Бакши в дистрибуции его мультфильма «Приключения кота Фрица» (1972) и тогда прогадала, поскольку тот стал хитом. Бакши начал писать сценарий для «Эй, хорошо выглядишь» уже во время монтажа «Чернокожих». Персонажи Винни и Псих были основаны на школьных друзьях Бакши, а сам сюжет носил полуавтобиографический характер. Над новым фильмом в команде Бакши работали афроамериканские аниматоры, включая граффити-художников. Это было необычно для того времени. Однако после выхода мультфильма «Чернокожие» часть этих аниматоров покинула студию.
Основные съёмки начались в 1974 году. Бюджет фильма составил 1,5 млн долларов. Часть сцен была снята на улицах Нью-Йорка, другие же — в павильонах Warner Bros. в Лос-Анджелесе. Снимались живые актёры, которые по сюжету фильма должны были разговаривать и взаимодействовать с анимированными персонажами. По воспоминаниям Бакши, съёмки выглядели сюрреалистично. Актёры поначалу вообще не понимали, как им нужно играть. Бакши позволял актёрам импровизировать с текстом и придумывать реплики самим. Бо́льшая часть сцен снималась ночью, так как Бакши видел, что дневной свет делает сцены менее правдоподобными. Был снят Яфет Котто, а участники глэм-панк-группы New York Dolls играли гомосексуалистов. Во время одной из сцен чернокожие актёры исполняли танцевальные поппинг-движения, а также движения зарождающегося тогда стиля брейк-данс. Подобное было в новинку для кино 70-х. Главные герои Винни и Псих были анимированными и их озвучили актёры «Злых улиц» Ричард Романус и Дэвид Провэл.
На Каннском кинофестивале 1975 года был показан трехминутный промо-ролик фильма. Сама премьера была первоначально запланирована на Рождество 1975 года, потом перенесена на лето 1976 года и позже на 1977 год, а затем уже и вовсе отложена на неопределенный срок. Во время постпродакшна оказалось, что для того, чтобы правдоподобно соединить живых актёров и анимацию, нужно специальное оборудование и работа в специальной лаборатории. Денег на это требовалось в десять раз больше, чем составлял первоначальный бюджет фильма. Анимация должна была присутствовать практически в каждом кадре. В Warner Bros. стали сомневаться, что фильм реализуем из-за его сложного сочетания живого действия и анимации. Студия отказалась давать дополнительные деньги на проект. Одно время глава студии Warner Bros. Фрэнк Уэллс даже хотел судиться с Бакши, из-за того, что тот нарушает контракт и делает слишком много сцен с живыми актёрами. Параллельно студия боялась неоднозначной или негативной реакции на фильм и обвинений в расизме, как это уже было ранее с «Чернокожими». Хотя в «Эй, хорошо выглядишь» никакой политики не было, но там была показана чёрная банда.
В конце концов, по настоянию студии, весь отснятый материал с живыми актёрами был убран. Некоторая часть этих сцен всё же попала в мультфильм благодаря технике ротоскопирования, когда отснятый на киноплёнку материал с живыми актёрами покадрово был перерисован. Таким образом была сохранена сцена с танцевальными движениями. Перерисовать весь мультфильм таким способом Бакши не мог из-за недостатка средств. Находить новое финансирование ему пришлось теперь самому. Бакши стал тратить на фильм свои гонорары, полученные за «Волшебников» (1977), «Властелина колец» (1978) и «Поп Америку» (1981). Фильм, по сути, делался теперь заново.
После успеха мультфильмов, ориентированных на взрослую аудиторию, «Тяжёлый металл» (1981) и «Поп Америка» (1981) в Warner Bros. стали возлагать некоторые надежды на новую полностью мультипликационную версию фильма «Эй, хорошо выглядишь». Премьера фильма прошла в Нью-Йорке 1 октября 1982 года. Выход в релиз состоялся в январе 1983 года в Лос-Анджелесе. В американском прокате мультфильм прошёл незамеченным.

## Рецензии
Винсент Кэнби в рецензии для The New York Times отметил, что фильм нельзя назвать полностью бессвязным, однако автором, судя по всему, изначально задумывалось что-то другое. Историк кино Леонард Малтин написал, что этот фильм более интересен визуально, чем другие поздние фильмы Бакши. В остальном он описал фильм как вульгарный и бессмысленный. Историк мультипликации Джерри Бек назвал многообещающим начало фильма, когда мусорный бак разговаривал с горой мусора. Но в остальном, по его мнению, этот мультфильм пересказывает те идеи, которые ранее уже были лучше показаны в «Чернокожих», «Трудном пути» и «Приключениях кота Фрица».

## Значение
Со временем фильм нашёл своего зрителя через кабельное телевидение и видеокассеты и приобрёл культовый статус. Квентин Тарантино отметил, что ставит «Эй, хорошо выглядишь» даже выше, чем «Злые улицы» Мартина Скорсезе. Версия фильма с живыми актёрами 1975 года никогда не издавалась, хотя Warner Bros. владеют её копией.